# يولاندس بوستن
مورغينفيزن يولاندس بوستن واختصارا يولاندس بوستن (Morgenavisen Jyllands-Posten اختصارا Jyllands-Posten وتعني صحيفة يوتلاند) هي أكثر صحيفة دنماركية مبيعا. ظهر منها أول عدد في 2 أكتوبر 1871 ولا تصدر الا باللغة الدنماركية يقع مقرها في فيبي جي-أحد ضواحي آرهوس- ويوزع منها ما يقارب 150,000 نسخة يوميا. منذ عام 2003 م يقوم بإصدارها جي بي/بوليتيكان هس (JP/Politikens Hus) بعد اندماجها مع البوليتيكان هس بالرغم من استمرار كلتا الصحيفتان، البوليتيكان ويولاندس بوستن، بالصدور كصحيفتين منفصلتين.
نشرت الصحيفة في أبريل 2003 رسوما أُعتبرت مسيئة للمسيح.
أثار نشر الصحيفة لرسوم تمثيلية لنبي الإسلام محمد في سبتمبر من عام 2005 حفيظة المسلمين لكن لم يبلغ الغضب أوجه إلا بعد إعادة نشر الرسوم في بعض الصحف الأوروبية.

## وصلات خارجية
- Jyllands-Posten